# Ichthyornis
 Ichthyornis  (aus altgr. ἰχθύς Fisch und ὄρνις Vogel) ist eine ausgestorbene Gattung von Seevögeln der oberen Kreidezeit Nordamerikas.
Die fossilen Überreste wurden in Ablagerungen aus dem Turonium und mittleren Campanium in Alberta, Saskatchewan, Alabama, Kansas, New-Mexico und Texas gefunden. Weitere Fossilien aus Argentinien und Zentralasien werden manchmal ebenfalls diesem Taxon zugeordnet.
Ichthyornis lebte an dem flachen Meer, dem Western Interior Seaway, das in der Kreide Nordamerika von Norden nach Süden durchzog. Es wird angenommen, dass Ichthyornis eine Lebensweise entsprechend den heutigen Möwen und Sturmvögeln hatte. Ichthyornis vereinigt sowohl urtümliche als auch Merkmale moderner Vögel. Beispielsweise waren seine Kiefer mit zahlreichen kleinen Zähnen besetzt, doch Brustbein und Flügel waren modern, weshalb man ein gutes Flugvermögen annimmt.
Ichthyornis wurde 1870 entdeckt. Othniel Charles Marshs Monographie von 1880 über Odontornithes ist bis heute die wichtigste Schrift über diesen Vogel. Von den verschiedenen wissenschaftlich beschriebenen Arten wird nach einer Neubearbeitung aus dem Jahr 2004 nur noch eine, Ichthyornis dispar, anerkannt.